# 鲁文·加拉瓦亚
鲁文·加拉瓦亚（西班牙語：Rubén Garabaya，1978年9月15日—），西班牙男子手球运动员。他曾代表西班牙国家队参加2008年夏季奥林匹克运动会男子手球比赛，获得一枚铜牌。